# Myotis melanorhinus
Myotis melanorhinus är en fladdermus i familjen läderlappar som förekommer i västra Nordamerika. Populationen infogades fram till tidiga 2000-talet i Myotis leibii eller Myotis ciliolabrum som underart eller synonym.

## Utseende
Arten är med en vikt av 3 till 5 g en liten fladdermus. Den har blek gulbrun päls på ovansidan och undersidans päls är mindre brun men intensivare gul. Typisk är en svart region över nosen och hakan som liknar en ansiktsmask.

## Utbredning
Utbredningsområdet sträcker sig från gränsen mellan British Columbia och Alberta i Kanada över västra USA, österut till Colorado, Kansas och västra Texas till centrala Mexiko, nästan till Tehuantepecnäset. Med undantag av södra Kalifornien och norra delen av halvön Baja California saknas Myotis melanorhinus vid kusten. Habitatet utgörs främst av fuktiga eller torra barrskogar men arten besöker även andra landskap med bland annat blandskogar, kaktusväxter och insjöar.

## Ekologi
Viloplatsen kan vara en grotta, en övergiven gruva, tunnlar, bergssprickor och taket av sällan brukade byggnader. Myotis melanorhinus flyger långsamt med flera riktningsändringar. Den jagar nattfjärilar, flugor, skalbaggar och andra insekter. Ovanför vatten jagar arten endast när Myotis californicus saknas. Exemplaren håller i kalla regioner upp till fem månader vinterdvala. Antagligen finns en parningstid per år. Hannar har mellan juni och augusti stora testiklar och honor har i maj aktiva spenar. Jakten sker främst kort efter solnedgången och mellan 1 och 2 under natten. Äldre exemplar som fångades fyra år efter ett vulkanutbrott hade friska tänder. Antagligen skadas tänderna inte av vulkanens aska.

## Hot
För beståndet är inga hot kända. Utbredningsområdet är stort och det finns flera skyddszoner. IUCN listar arten som livskraftig (LC).